# Djougou
Djougou je grad u središnjem Beninu, glavni grad departmana Donga. Važno je trgovačko središte. Nalazi se 30 km istočno od granice s Togom.
Prema popisu iz 2002. godine, Djougou je imao 63.626 stanovnika.

## Gradovi prijatelji
- Évreux, Francuska

## Vanjske poveznice

### Ostali projekti
|  | Zajednički poslužitelj ima još gradiva o temi Djougou |